# Благовіщенська українська громада
Благові́щенська украї́нська грома́да — міська українська організація, що об'єднувала широкі кола місцевого українського населення та керувала різними галузями українського громадського життя в Благовіщенську в 1917—1922 роках. Створена 18 березня 1917 року з ініціативи В. Кушнаренка та Я. Ситницького. Голова організаційної комісії — І. Гордієнко, заступники голови — Г. Рудиков, А. Іванов, секретар — Я. Ситницький, скарбник — Д. Жабський. Серед засновників також — Г. Пастушенко, І. Шокало, С. Крізнов, Г. Білоусов, І. Сєров, О. Прокопенко, І. Трофименко, Е. Ковалевський, В. Шерстюк.
До першого складу Ради Громади обрані:
- Стеценко
- І. Трофименко
- Г. Рудиков
- В. Кушнаренко
- А. Іванов
- Г. Пастушенко
- Я. Ситницький
- Білащенко
- Білоус
- С. Крізнов
- І. Шокало
- Ієвенко
- Петрушенко
- Воробйов
- Манько
- Войтенко
- Васильєв
- Сиваєв
- Грищенко
- Демиденко
- Грудинський
- Овруцький

З травня 1917 року Громада почала видавати газету «Українська Амурська справа». Влітку 1917 року трьох представників Громади обрали до складу Благовіщенської міської думи (О. Володько, Я. Ситницький, Г. Рудиков). У 1920—1921 роках головою був М. Левицький, заступником голови — В. Кушнаренко (в 1917 році — Олексій Глущенко), скарбником — П. Романенко, членами Ради — Петрушенко, Дяченко, Іващенко.